# Jasenovo, Despotovac
Jasenovo (izvirno srbsko Јасеново) je naselje v Srbiji, ki upravno spada pod Občino Despotovac; slednja pa je del Pomoravskega upravnega okraja.

## Demografija
V naselju živi 733 polnoletnih prebivalcev, pri čemer je njihova povprečna starost 47,6 let (46,0 pri moških in 49,1 pri ženskah). Naselje ima 294 gospodinjstev, pri čemer je povprečno število članov na gospodinjstvo 3,00.
|  |

| Demografija | Demografija     | Demografija     |
| Leto        | Št. prebivalcev | Št. prebivalcev |
| ----------- | --------------- | --------------- |
|             |                 |                 |
|             |                 |                 |
|             |                 |                 |
|             |                 |                 |
| 1948        | 1646            |                 |
| 1953        | 1706            |                 |
| 1961        | 1786            |                 |
| 1971        | 1782            |                 |
| 1981        | 1814            |                 |
| 1991        | 1747            | 1163            |
| 2002        | 1544            | 882             |
|             |                 |                 |

| Etnična sestava po popisu iz leta 2002 | Etnična sestava po popisu iz leta 2002 | Etnična sestava po popisu iz leta 2002 | Etnična sestava po popisu iz leta 2002 | Etnična sestava po popisu iz leta 2002 |
| -------------------------------------- | -------------------------------------- | -------------------------------------- | -------------------------------------- | -------------------------------------- |
| Srbi                                   | Srbi                                   |                                        | 528                                    | 59,86%                                 |
| Vlahi                                  | Vlahi                                  |                                        | 317                                    | 35,94%                                 |
| Romuni                                 | Romuni                                 |                                        | 17                                     | 1,92%                                  |
| Romi                                   | Romi                                   |                                        | 14                                     | 1,58%                                  |
| Hrvati                                 | Hrvati                                 |                                        | 1                                      | 0,11%                                  |
| Neznano                                | Neznano                                |                                        | 5                                      | 0,56%                                  |